# Mercury Cougar

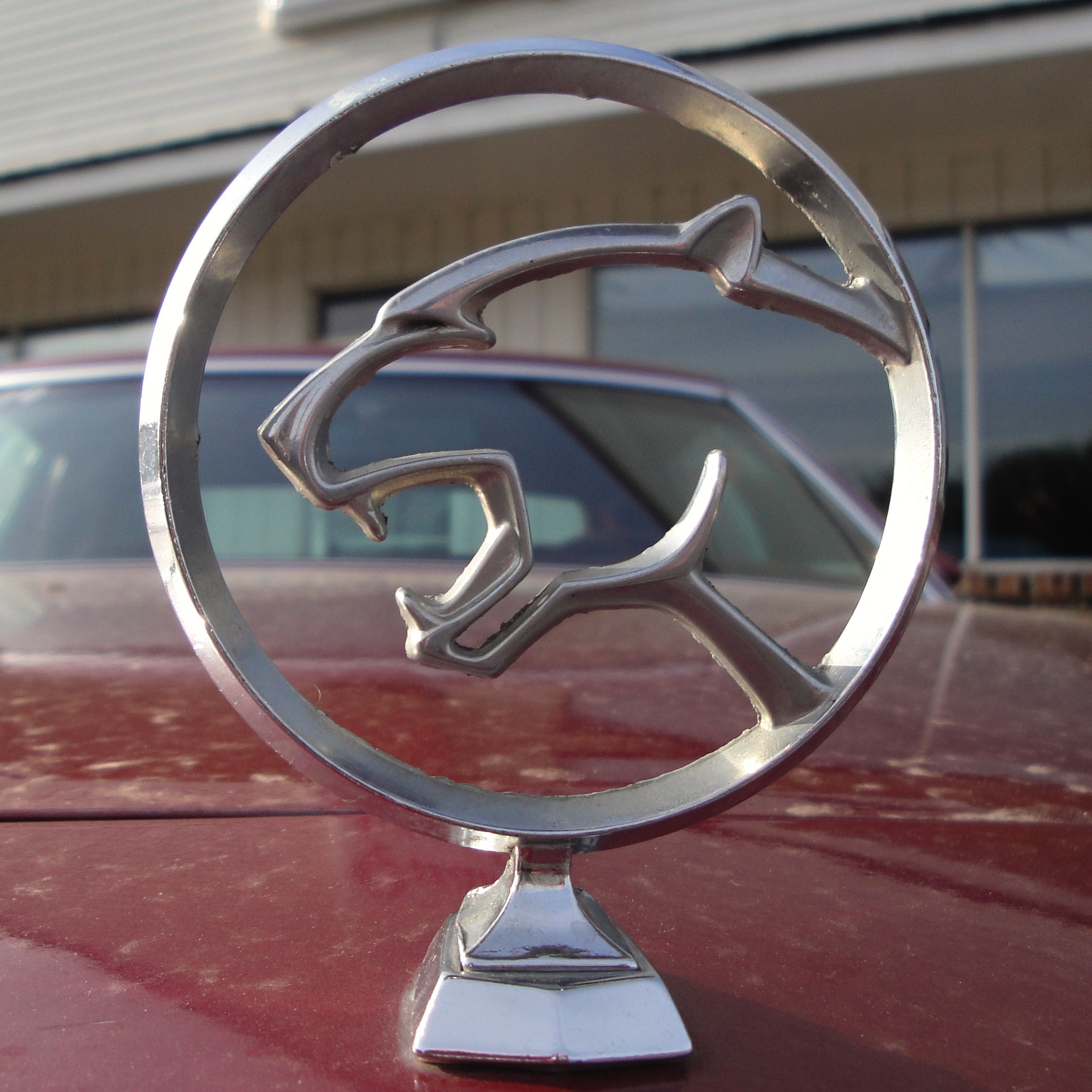
Het motorkapornament van een Cougar XR-7 uit 1979.

De Mercury Cougar was een auto die werd verkocht onder de Lincoln-Mercury-divisie van de Ford Motor Company. De naam Cougar van het merk Mercury werd in 1967 voor het eerst gebruikt. In de drie daaropvolgende decennia zou Ford de naam blijven gebruiken voor veel verschillende modellen van het merk.
Zoals gebruikelijk bij modellen die onder het merk Mercury werden verkocht, deelde de Cougar de basis met een ander modellen van de Ford Motor Company. De eerste modellen gebaseerd op de Ford Mustang; de latere modellen waren gebaseerd op de Ford Thunderbird, terwijl de laatste modellen gebaseerd waren op de Ford Contour en Ford Mondeo.
De Cougar was jarenlang een belangrijk model voor het merk. De modellen vanaf de vroege jaren zeventig hadden een afbeelding van een kat als embleem; de modellen werden ook wel "big cats" genoemd.
De Cougar is van 1967 tot 2002 op de markt geweest in verschillende klassen. De modellen tussen 1967 en 1973 vielen in de klasse van de pony car, gebaseerd op de Ford Mustang; een klasse van betaalbare, compacte, hoog gestileerde auto’s met een sportief karakter. Tussen 1969 en 1973 was hij ook als cabriolet op de markt. Het sportieve karakter werd echter steeds meer verdrongen door de luxe en zo vielen de modellen met de bouwjaren tussen 1974 en 1997 in de klasse van personal luxury cars. De laatste modellen van de Cougar met de bouwjaren tussen 1999 en 2002 vielen in de Sports Compact-klasse, een klasse waarin de auto’s ontworpen werden vanuit een op prestatie gerichte filosofie.
Van het model zijn tussen 1967 en 1997 in het totaal 2.901.806 exemplaren geproduceerd, in zeven verschillende generaties. In het bouwjaar 1978 zijn met 213.270 stuks de meeste exemplaren geproduceerd. Dat jaar was eveneens het topjaar qua verkoopcijfers. In 1997 werden nog slechts 35.267 exemplaren geproduceerd.
Met de introductie van de Cougar kreeg Mercury definitief zijn eigen Pony car. De Cougar was sterk was ingeklemd tussen de Ford Mustang en de Ford Thunderbird, het model waar de Cougar ook steeds meer naartoe kroop, om uiteindelijk meer een personal luxury car te worden. De Cougar zou verschillende decennia het performancemodel en -icoon van het merk Mercury zijn.

## De eerste generatie (1967-1970)

### 1967
De eerste generatie is op de markt geweest van 1967 tot 1970. Dit was een tweedeurs-hardtopcoupé. Hij werd geproduceerd in Dearborn in Michigan en was gebaseerd op de tweede generatie Ford Mustang, echter met een 76 millimeter langere wielbasis. Deze auto werd in 1967 uitgeroepen tot auto van het jaar door het tijdschrift Motor Trend.
Aan de voorzijde werd het model gekenmerkt door een grille die bestond uit een traliewerk waarachter de koplampen verborgen zaten; ook weleens vergeleken met een elektrisch scheerapparaat. De kentekenplaat aan de achterzijde werd aan beide zijden geflankeerd door achterlichten die eveneens waren voorzien van een traliewerk, een stijlelement dat was overgenomen van de Ford Thunderbird. Ook had de Ford Motor Company de Cougar een wat meer Europees uiterlijk meegegeven, tenminste in Amerikaanse ogen.
De Cougar was leverbaar als basismodel en het luxueuzere model XR-7. Voor deze beide modellen was slechts één optiepakket beschikbaar, de Sporty GT. De XR-7 was onder meer voorzien van een houten stuur en een van imitatiehout voorzien dashboard. Het optiepakket GT bestond onder meer uit een grotere motor: een Ford 390 cu in big block in plaats van de 289 cu in Small Block die standaard in de Cougar was gemonteerd. Om het extra gewicht en vermogen goed op de weg te krijgen, beschikte de GT ook over een aangepast onderstel en aangepaste remmen; daarnaast stond de GT op betere banden. Ook het uitlaatsysteem was aangepast.

### 1968
In het tweede productiejaar wijzigde er niet veel aan de Cougar. De door de Amerikaanse regering verplicht gestelde zijmarkeringslichten was de grootste uiterlijke verandering van het model. De grootste veranderingen vond men onder de kap van de XR-7: hier werden sterkere motoren als optie aangeboden.
Mercury wilde van de Cougar een serieus performance-icoon maken voor het merk.
Ook werd een sportief model geïntroduceerd, de XR-7G, vernoemd naar de voor Mercury racende coureur Dan Gurney. Dit model kwam met allerlei performanceonderdelen, waaronder een luchtinlaat (luchthapper) in de motorkap, mistlampen en een met pinnen te openen motorkap.
Voor de XR-7G had men keuze uit drie motoren: de 302, 390 en de 428 V8. Van de XR-7G werden er in totaal 619 geproduceerd en er werden slechts 14 XR-7G’s geproduceerd met de 428CJ-motor.
Halverwege het tweede productiejaar kwam de 7.0L GT-E-uitvoering op de markt. Deze was zowel leverbaar op de basisversie als op de XR-7-versie van de Cougar.
Aan het einde van het tweede productiejaar kwam de gelimiteerde versie 428 Cobra Jet Ram Air op de markt, een uitvoering gebaseerd op de GT-E-versie. Deze had meer vermogen (306 kW) ten opzichte van de GT-E-versie (250 kW).

### 1969
In het derde productiejaar kwamen er verscheidene nieuwe toevoegingen aan de Cougarmodellenreeks.
Vanaf dit productiejaar was de Cougar ook leverbaar als cabriolet.
Aan de voorzijde van de auto viel de nieuwe gril op, waarvan het traliewerk niet langer verticaal was uitgevoerd. Vanaf dit productiejaar liep het traliewerk op de gril horizontaal. Ook op het gebied van opties was er meer mogelijk. Onder andere was een spoiler leverbaar, alsook een luchtinlaat op de motorkap.
Er kwamen enkele nieuwe motoren en er verdwenen er enkele uit het gamma. Ook verdwenen de XR-7G en de 7.0L GT-E van de markt.
In dit productiejaar verscheen ook een nieuwe topuitvoering van de Cougarmodellenlijn, de Eliminator. Deze was standaard uitgerust met de 351 V8-motor, maar was ook leverbaar met enkele sterkere motoren. Verder had dit model een speciale gril, strips aan de zijkant van de auto en een voor- en achterspoiler. Diverse opties waren leverbaar.
Twee Cougars werden geproduceerd met de Boss 429 V8-motor; dit zijn de meest zeldzame en sterkste Cougars die ooit gebouwd zijn.

### 1970
Het vierde en laatste productiejaar van de eerste generatie verschilde weinig van het derde productiejaar. De grootste veranderingen waren aan de voorzijde van de auto, waar opnieuw de gril geplaatst was die in de productiejaren 1967 en 1968 werd toegepast. Ook was de Cleveland V8-motor voor het eerst leverbaar.

### Motorenoverzicht
De eerste generatie was leverbaar met de volgende motoren:
- 200 pk (168 kW) 289 in³ V8
- 335 pk (250 kW) 390 in³ V8
- 230 pk (172 kW) 302 in³ V8
- 290 pk (216 kW) 351 Windsor V8
- 335 pk (250 kW) 428 in³ V8
- 390 pk (291 kW) 427 in³ V8

### Productieaantallen
Van de eerste generatie zijn 437.031 exemplaren geproduceerd:
- 1967 – 150.893 stuks
- 1968 – 113.726 stuks
- 1969 – 100.069 stuks
- 1970 – 72.343 stuks

### Filmindustrie
De filmindustrie maakt graag gebruik van de Cougar van de eerste generatie. Een Cougar uit 1968 kwam regelmatig in beeld in From Dusk Till Dawn, en ook in de James Bondfilms kwam de Mercury voor. Zo is een Cougar uit 1969 te zien in On Her Majesty's Secret Service.

## De tweede generatie (1971-1973)

### 1971-72
Voor 1971 was de Cougar voor het eerst ingrijpend veranderd en op een hoger niveau gebracht tot net onder de Personal luxury car. De Cougar leek sterk op de middelgrote Oldsmobile Cutlass Coupé. De Cougar leek groter maar was toch lichter. De wielbasis was slechts één inch langer dan zijn voorgangers (112 in plaats van 111 inch), wat gelijk was aan de middelgrote auto’s van General Motors, zoals de Oldsmobile Cutlass. Er werd definitief afscheid genomen van de verborgen koplampen: de voorkant werd nu gekenmerkt door vier zichtbare koplampen. Het middenstuk van de grill, ook wel kattenneus genoemd, was langer en opvallender dan ooit. De achterzijde had nu iets weg van een fastback, een schuin aflopende achterkant. Daarnaast werd de cabriolet weer leverbaar, net als de XR-7 en het GT-pakket.Verder werd definitief afscheid genomen van het Eliminator-pakket, maar de luchtinlaat-optie bleef.
De motorreeks werd eveneens enigszins aangepast voor 1971. Er waren nog slechts drie varianten leverbaar:
- de standaarduitvoering met een 351 Windsor V8-motor van 240 pk (179 kW) met dubbele carburateur
- de 351 Cleveland V8-motor van 285 pk (213 kW) met viervoudige carburateur
- de 429 Super Cobra Jet V8-motor van 370 pk (276 kW) met viervoudige carburateur

Door de hoge verzekeringspremies en stijgende benzineprijzen kwam er een eind aan het tijdperk van de muscle cars en verdwenen de grotere motoren met veel vermogen. Gedwongen door de omstandigheden leverde Ford de Cougar nu met motoren met aanzienlijk minder vermogen. De standaardversie was de 351 Cleveland V8-motor met dubbele carburateur, die nu 163 pk (122 kW) leverde. Dezelfde motor maar met viervoudige carburateur leverde 262 pk (195 kW) en de Cobra Jet V8 met viervoudige carburateur leverde 266 pk (198 kW).
Verder werd de 1971 Cougar niet ingrijpend veranderd. In 1972 werden slecht enkele details veranderd. De grote motoren verdwenen in 1972 en 1973.

### 1973
In 1973 veranderde de Cougar niet noemenswaardig, afgezien van kleine veranderingen aan de grille en achterlichten. Dit was het laatste jaar dat de Cougar gebaseerd was op de Ford Mustang. De nieuwe milieuwetgeving maakte een aanpassing van de V8-motoren noodzakelijk, maar de opties van leverbare motoren bleven vooralsnog onveranderd. De standaardmotor bleef de 351 Cleveland V8 van 168 pk (125 kW) met dubbele carburateur. Als alternatief was de 351 Cobra Jet V8 van 264 pk (197 kW) leverbaar. De jaren hierna werd overgegaan op het chassis van de Ford Thunderbird/Ford Torino.

### Productieaantallen
In totaal zijn van de tweede generatie 177.194 exemplaren geproduceerd:
- 1971 - 62.864 stuks
- 1972 - 53.702 stuks
- 1973 - 60.628 stuks

### Film- en televisie-industrie
De tweede generatie Cougar is te zien in diverse televisie- en filmproducties. Een Cougar uit 1973 verschijnt in de film A Little Trip to Heaven uit 2005.

## De derde generatie (1974-1976)

### 1974
Vanaf 1974 werd Cougar een klasse hoger geplaatst. Oorspronkelijk viel de Cougar in de categorie pony car (een betaalbare, compacte wagen met het imago van een sportieve of goedpresterende auto), vanaf 1974 werd de Cougar gezien als een personal luxury car.
Het oorspronkelijke onderstel van de Ford Mustang werd vervangen door het onderstel van de grotere Mercury Montego/Ford Torino. Hiermee werd de Cougar een gelijke van de nieuwe Ford Elite. De wielbasis werd verlengd tot 114 inches (289,6 cm), wat vrij uniek was in een periode waarin de meeste nieuwe modellen kleiner werden. De Cougar werd nu niet langer gezien als een luxe Ford Mustang maar als een kleinere Ford Thunderbird en later zelfs als een broertje van dit model.
De Cougar werd op de markt gebracht als een middelgrote personal luxury car om de concurrentie aan te gaan met de Chevrolet Monte Carlo en Pontiac Grand Prix, beide van General Motors. Tegen 1974 had elke GM-divisie een model in dit marktsegment en was deze markt te groot om te negeren.
Met een driedelig rooster aan de voorkant deed de nieuwe Cougar denken aan zijn kleinere voorganger. Op de motorkap werd een nieuw ornament geplaatst met daarin het zijaanzicht van een poemakop. Dit ontwerp zou tot 1983 standhouden. Daarentegen leek de Cougar aan de achterkant veel op de Mercury Montego. In de C-stijl werden patrijspoortachtige raampjes (opera windows) geplaatst. In de jaren zeventig waren deze zeer geliefd bij de personal luxury cars. De carrosserie werd drie jaar lang niet aangepast. Gedurende deze periode was uitsluitend de XR-7-versie leverbaar; het basismodel en de cabrioletversie waren (tijdelijk) uit het programma genomen.
Van binnen werd de Cougar ook anders ontworpen vanwege de overstap naar een grotere carrosserie, met in de C-stijl rechthoekige "patrijspoorten". Het uit 1973 daterende ontwerp van het dashboard werd echter niet aangepast. In de loop van de jaren ging de Cougar steeds meer op de Ford Thunderbird en de Lincoln Continental Mark IV lijken.
In de periode 1974-1976 werd standaard de 351 cu in V8 geleverd. Als optie waren de zeer zeldzame Q-code 351 cu in Cobra Jet V8 (1974) en tevens de 400 en 460 cu in V8 leverbaar. De handgeschakelde overbrenging werd vervangen door een automatische versnellingsbak.
In deze periode werd standaard een voorbank geleverd met een stoffen bekleding of vinylbekleding naar keuze. Ook leverbaar was een Twin-Comfort Lounge 60/40-voorbank met in het midden een armsteun. Lederen bekleding was leverbaar tegen meerprijs. Verder kon nog gekozen worden voor twee geheel met vinyl beklede kuipstoelen met middenconsole.

### 1975
In 1975 werden meer luxe eigenschappen toegevoegd waarmee de Cougar op een steeds hoger niveau kwam. Hierdoor nam ook het gewicht toe. Vergeleken met de versie van 1967, woog de versie van 1975 in totaal 450 kilo meer. Ondanks het toegenomen gewicht was de Cougar zeer gewild, zoals uit de verkoopcijfers bleek.
Voor de liefhebbers was er nog steeds een optimaal presterende achteras en Traction-Lok-differentieel leverbaar. De standaardmotor bleef de 351 Windsor V8 van 148 pk (110 kW) met dubbele carburateur. Desgewenst kon de auto ook geleverd worden met de 400 V8 van 158 pk (118 kW) met dubbele carburateur of met de 460 V8 van 216 pk (161 kW) met viervoudige carburateur.

### 1976
Omdat voor het modeljaar 1977 een nieuwe carrosserie werd ontworpen, bleef de derde generatie Cougar in 1976 grotendeels onveranderd. Slechts kleine aanpassingen werden doorgevoerd om enig onderscheid te maken met het model van 1975. De motoren werden evenmin aangepast. De optimaal presterende achteras en het Traction-Lok-differentieel waren in 1976 niet meer leverbaar. Dit was een aanwijzing dat het prestatieaspect van de Cougar werd losgelaten. De enige aanpassing van betekenis voor wat betreft het interieur waren de optionele dubbele voorstoelen met neerklapbare rugleuning, met of zonder bekleding van velours.

### Productieaantallen
In totaal zijn er van de derde generatie 238.422 exemplaren geproduceerd:
- 1974 - 91.670 stuks
- 1975 - 62.987 stuks
- 1976 - 83.765 stuks

### Film- en televisie-industrie
Ook de derde generatie was te bewonderen in diverse producties, onder meer in een aflevering van de televisieserie Charlie's Angels.

## De vierde generatie (1977-1979)
Hoewel onderhuids de mechanische veranderingen gering waren, werden de middelgrote auto's van Ford in 1977 onderworpen aan radicale veranderingen in de marktstrategie. De Mercury Montego verdween en alle middelgrote modellen van Mercury werden nu uitgebracht onder de naam Cougar. De Ford Torino-modellenreeks werd omgedoopt tot LTD II. De Cougar werd nu ook in een sedanversie uitgebracht, compleet met "patrijspoorten" in de C-stijl. Daarnaast was de Cougar gewoon leverbaar als coupé en zelfs als stationwagen, al was dat slechts voor één jaar.
Het topmodel, de XR-7, ging verder als afzonderlijk model. Deze kreeg namaaklamellen voor de "patrijspoorten" en er werd een nieuwe achterstijl toegepast die deed denken aan de grotere Lincoln Continental Mark V.
Ook de Elite verdween uit de reeks Fordmodellen. De chassislengte van de Ford Thunderbird werd van 574 cm teruggebracht tot 548, waarmee de Ford Thunderbird nu het zustermodel was van de XR-7. De vereniging van deze modellen zou de komende 20 jaar standhouden.
Overeenkomstig de tendens in die tijd werd het oude Ford Torino-chassis vanaf 1979 niet meer gebruikt. Alle middelgrote auto's van Ford en Mercury kregen vanaf 1980 het lichtere Ford Fox-onderstel. De klanten in de Lincoln-Mercury-showrooms werden verrast door de geheel nieuwe Cougar. Het nieuwe, rechtere en strakkere ontwerp, dat leek op de Ford Thunderbird en Lincoln Continental Mark V, had het eerdere uiterlijk van een vliegtuigromp vervangen.
De Cougar deelde zijn carrosserie nu met de Ford Thunderbird. Deze was voorheen van dezelfde afmeting als de Lincoln Continental Mark V, maar werd nu teruggebracht tot de afmeting van een middelgrote auto met een wielbasis van 114 inch (289,6 cm), gelijk aan de Cougar. De T-bird behoorde voorheen tot het duurdere segment, samen met de Buick Riviera en de Oldsmobile Tornado, maar was nu gereduceerd tot een middelgrote personal luxury car. Deze aanpassing zou de Ford Thunderbird en de Cougar verenigen tot de productie in 1997 werd beëindigd.
De Cougar-modellenreeks werd in 1977 uitgebreid met een sedan en stationwagen. Reden hiervoor was het wegvallen van de Mercury Montego, waarvan de modellen nu in de Cougar-modellenreeks waren opgenomen. Alle carrosserievormen waren leverbaar in de standaarduitvoering. De uitvoering XR-7 werd echter uitsluitend als coupé geleverd. De Cougar Brougham was leverbaar als coupé en sedan, de Cougar Villager was uitsluitend leverbaar als stationwagen.

### Motorenreeks
De motorenreeks veranderde dit jaar eveneens. De standaardmotor was de 302 V8 van 134 pk (100 kW) met dubbele carburateur in alle coupés en sedans. De stationwagens hadden standaard een 351 V8-motor van 161 pk (120 kW) met dubbele carburateur. De 351 V8 van 149 pk (111 kW) met dubbele carburateur en de 400 V8 van 173 pk (129 kW) met dubbele carburateur waren als optie leverbaar voor alle modellen.

### Stationwagen
De stationwagen bleek een eendagsvlieg te zijn. Deze werd alleen in 1978 geproduceerd en werd vervangen door de Mercury Zephyr, een nieuw model stationwagen die de plaats innam van de Cougar-stationwagen. De Brougham was niet langer een apart model maar bleef als optie beschikbaar op het basismodel. De sedanversie bleef leverbaar. Aangezien de verkoopcijfers van de Cougar XR-7 omhoog bleven schieten, veranderde Mercury wijselijk niet veel dit jaar. Er kwamen wel twee nieuwe decorpakketten beschikbaar, de XR-7 Decor-optie en de Midnight/Chamois Decor-optie. Dit laatstgenoemde pakket bevatte een half vinyldak, een gewatteerd "continentaal" type hoedenplank, en een Midnight Blue Chamois-interieur met Tiffanyvloerbekleding. Een en ander had Mercury overgenomen van de speciale ontwerpen voor de Lincoln Continental Mark VI. De motorenreeks werd niet veranderd. De Cougar XR-7 zorgde dit jaar voor een recordverkoop.

### Laatste grote Cougars
1979 zou het laatste jaar worden voor de grote Cougars. De trend in de auto-industrie om auto’s kleiner te maken, had zijn uitwerking op Mercury’s meest verkochte model. Maar in 1979 werden er nog geen grootse aanpassingen doorgevoerd. Een nieuwe elektronische spanningsregelaar en een kunststofaccuhouder zouden de grootste mechanische veranderingen voor de Cougar zijn.
De standaardmotor bleef de 302 cu in V8, met de 351 als enig beschikbare alternatief. De 400 werd niet meer geleverd.

### Productieaantallen
In totaal zijn er van de vierde generatie 580.245 exemplaren geproduceerd:
- 1977 - 194.823 stuks
- 1978 - 213.270 stuks
- 1979 - 172.152 stuks

### Film- en televisie-industrie
Ook de vierde generatie van de Cougar maakte zijn opwachting in diverse film- en televisieproducties. Zo was de auto onder meer te zien in de televisieseries Saturday Night Live en Beverly Hills 90210. Ook was de vierde generatie te zien in de film The Limey uit 1999.

## De vijfde generatie (1980-1982)

### 1980
In 1980 werd een volledig nieuwe Cougar gepresenteerd. De sedan- en basisuitvoering werden dit jaar niet meer geleverd. De auto werd nu gebouwd op het kleinere Ford Fox-platform met een wielbasis van 108 inches (2700 mm). De nieuwe Cougar leek nu zelfs nog meer op de Ford Thunderbird. De XR-7 was wederom het enige Cougarmodel. Veel liefhebbers van de Cougar noemen de periode 1980–1982 "de verloren jaren". De verkoopcijfers daalden enorm. Er werden nog slechts twee motortypen geleverd, waaronder voor het eerst een zescilinder. De standaardmotor was de 255 Cui V8 van 119 pk (89 kW), maar als alternatief was ook de 302 V8 van 134 pk (100 kW) beschikbaar. Standaard werd een nieuwe automatische 4-versnellingsbak met overdrive geleverd, die hiermee de oude automatische drietrapsversnellingbak verving.
Tussen 1980 en 1988 kreeg de Cougar de bijnaam Fox Cougar vanwege het nieuwe chassis. De "patrijspoortraampjes" werden optioneel, echter werd op het standaardraam nu de jaloezieënstijl van de oude raampjes toegepast. De ruitenwissers waren niet langer verborgen, en voor het eerst had de Cougar sedanstijlen rondom de ramen. In het interieur werd nu ook voor die tijd zeer moderne, opzichtige elektronica toegepast, met een digitale instrumenten en een boordcomputer. Een kleinere 255 Cui V8 van 119 pk (89 kW) en 4,2 liter was de standaardmotor. Deze motor werd echter als te zwak beschouwd en ging niet lang mee. Een 302 V8 van 134 pk (100 kW) en 5,0 liter was optioneel, net als een nieuwe automatische 4-versnellingsbak met overdrive.

### 1981
In 1981 werden de basis- en sedanversie van de Cougar opnieuw leverbaar. De sedan verving de Mercury Monarch. Het motorscala werd uitgebreid met een 200 Cui-zescilinderlijnmotor van 94 pk (70 kW) als standaard in de XR-7-versie en een 140 inchviercilinderlijnmotor van 88 pk (66 kW) in het basismodel. Ook werd de modellenlijn uitgebreid met een sedanversie, afgeleid van de nieuw ontworpen Ford Granada. Voor het eerst werden zescilindermotoren toegepast.

### 1982
In 1982 verscheen er weer een Cougar-stationwagen, maar net als in 1977 was deze slecht één jaar leverbaar. Deze was uitsluitend leverbaar met het GS-pakket of als villager. De villageruitvoering kreeg ook zijpanelen van neprozenhout. Een volgende motor werd leverbaar, de geheel nieuwe 232 Cui V6-motor van 112 pk (84 kW), maar de krachtige van de Cougar XR-7-uitvoering, de 302 Cui V8, werd uit het programma genomen. De GS- en LS-pakketten bleven leverbaar op beide Cougarmodellen.
Dit was de eerste keer dat er een viercilindermotor geleverd werd in de Cougar en tevens dat een V8 niet meer de standaard was voor de XR-7. Deze veranderingen waren het begin van een hele reeks veranderingen in het Cougarscala. Wat betreft het uiterlijk werden er twee nieuwe stylingpakketten toegevoegd, de GS en de LS. Beide pakketten waren identiek voor elk model, echter het LS-pakket op de basis-Cougar was alleen leverbaar op de sedan. Het GS-pakket was vooral gericht op uitstraling, terwijl het LS-pakket meer gericht was op luxe, zoals elektrisch bedienbare ramen en andere luxe zaken.

### Motorenlijn
De krachtbronnen van deze generatie waren zeer divers, variërend van een 2,3 liter-viercilinderturbo tot aan een 3,8 liter-V6 en de bekende 302 V8 van 5,0 liter. Vreemd genoeg was de opnieuw geïntroduceerde XR-7 nu slechts leverbaar met de 2,3 liter-viercilinderturbomotor.
In 1984 werd dit model overgenomen op de Lincoln Mark VII en werd voor het eerst familie van de Cougar. In 1987 kreeg de Cougar een facelift door de introductie van geïntegreerde koplampen voor een betere aerodynamica. De turbomotorversie verdween. Er werden nog twee uitvoeringen geleverd, de LS met V6- of V8-motor, en de XR-7 met standaard een V8 en veel luxe, zoals voorheen.

### Productieaantallen
- 1980 - 58.028 stuks
- 1981 - 90.928 stuks
- 1982 - 73.817 stuks

### Film- en televisie-industrie
De vijfde generatie van de Cougar dook ook regelmatig op in film- en televisieproducties. Zo was er een Cougar van deze generatie te zien in diverse afleveringen van de Amerikaanse hitserie The A-Team. Ook was hij te zien in diverse films, een 1981'er Cougar maakte onder meer zijn opwachting in de film 48hrs.

## De zesde generatie (1983-1988)

### 1983
In 1983 werd weer een geheel nieuwe Cougar gepresenteerd met een volledig nieuwe aerodynamische vormgeving, echter wel op hetzelfde chassis. De sedan en stationwagen werden niet langer geproduceerd. De nieuwe vormgeving was ook goed te zien bij het zustermodel de Ford Thunderbird. Het enige significantie verschil was de vormgeving van de zijramen. De Cougar had een meer gekante naar boven rond weglopende vormgeving. Hierdoor had de Cougar een meer aerodynamische en enerverend aanzicht in vergelijking met de voorgaande modellen. Het nieuwe model werd een enorm succes, de verkoopcijfers overtroffen zelfs die van de Ford Thunderbird. Echter door hoge investeringen voor het restylen van beide modellen bleef het interieur onveranderd in vergelijking met 1982. Het XR-7 model was eveneens niet meer geproduceerd. De GS en LS uitvoeringen werden overgenomen van de voorgaande jaren. Wetenswaardig is dat tussen 1983 en 1986 geen enkele Cougar werd uitgerust met GS uiterlijk maar wel de LS uitvoering. In 1983 waren twee motor typen leverbaar de 232 Cui (3.8 L) V6 and de 302 Cui (5.0L) V8.

### 1984
Na de grote aanpassingen bleef de Cougar in 1984 vrijwel onveranderd. De XR-7 kwam weer terug en voor het eerst was de standaard motor geen V8 of V6 maar een viercilinderturbomotor. Net als de Ford Thunderbird werd de XR-7 uitsluitend geleverd met een 145 pk (108 kW) 140 Cui viercilinderturbomotor. De XR-7 was tevens uitgerust met donkere ramen, brede wielkasten en zwart/antraciet drie-banden design om onderscheid te maken met de standaard Cougar. Een sportief onderstel was eveneens standaard. De XR-7 werd geleverd met een 3-traps automaat of een handgeschakelde 5-vesnellingsbak naar keuze.

### 1985
Subtiele verandering zoals de Mercedes-Benz-achtige grille en nieuwe achterlichten zijn slechts een greep uit de vele veranderingen voor 1985, samen met een geheel nieuw interieur. Het nieuwe interieur had onder meer digitale dashboard (alleen op de standaard versie) die de Cougar een futuristisch tintje meegaven.

### 1986
1986 was een tussenjaar voor de Cougar. Een nieuw ontwerp was gepland voor de Cougar maar de verkoopcijfers waren zo gunstig dat Ford besloot het een jaar uit te stellen. De grootste veranderingen in 1986 waren onder de motorkap te vinden. De 302 Cui V8 motor werd nu uitgerust met sequentiële elektronische brandstofinspuiting die een vermogen leverde van 150 pk (122 kW), een winst van 30 pk. De Cougar werd echter niet uitgerust met de hoog vermogen optie die op de Ford Mustang werd toegepast en 225 pk (168 kW) leverde. In de XR-7 werd nog steeds uitsluitend de viercilinderturbomotor geleverd die nu een vermogen had van 155 pk (116 kW).

### 1987
Voor zijn 20e verjaardag werd de Cougar volledig gerestyled. Met geïntegreerde koplampen en gril was het model nu veel gestroomlijnd. Het zijraam behield de omhoog lopende gebogen vorm maar liep nu verder door naar achteren. Het interieur bleef grotendeels onveranderd. De GS uitvoering werd niet meer geleverd waarmee de LS versie en XR-7 als enige twee modellen overbleven. In de XR-7 werd de viercilinderturbomotor vervangen door de 302 Cui V8 motor die volgens Mercury beter bij dit model paste. Tevens werd de handgeschakelde versnellingsbak van de lijst met opties gehaald. Het digitale dashboard, voorheen alleen in de GS en LS, was nu ook standaard op de XR-7. De speciale zwart/antraciet drie-banden design en donkere ramen bleven voor de XR-7 om het onderscheid te maken met de LS. Mercury liet het 20-jarig bestaan niet ongemerkt voorbij gaan en bracht in februari 1987 een speciale 20e verjaardag-limited edition uit.
Dit model was gebaseerd op de LS uitvoering en was verder uitgerust met:
- Wijnrode lak met Midnight Smoke applicaties.
- Emblemen uitgevoerd in 24-karaats goud op o.a. voorbumper, gril, koffer deksel.
- Emblemen op de C-stijl waren uitgevoerd in gold plated.
- Special 20e verjaardag embleem
- Lichte beige interieur, deels leder, deels suède, met stoelverwarming en geheugen stand voor de stoelen.
- Mattenset met 20e verjaardag logo
- Reizigerskit
- Boek Mercury 1967 – 1987 met gedetailleerde geschiedenis van de Cougar
- 150 pk 302 Cui V8-motor met sequentiële elektronische brandstof inspuiting
- Sportief onderstel (XR-7)

De enige beschikbare opties waren: elektrische antenne, elektrische antenne, verlichtte instap, keyless entry, automatische airco, motorblokverwarming en een traction lock achteras.

### 1988
Met het nieuwe MN-12 chassis en een nieuwe carrosserie in de maak voor 1989 werd de Cougar voor het jaar 1988 nauwelijks aangepast. Aan de buitenkant was de grootste verandering dat de XR-7 nu uitsluitend werd geleverd in effen kleuren, te weten zwart, rood en wit. De velgen konden in dezelfde kleur geleverd worden of als optie in zilver kleur. Standaard werd een 232 Cui (3.8 L) V6 multi point injectie motor geleverd met een interne balans as. Deze leverde een vermogen van 140 pk (104 kW). De 302 Cui V8 had een dubbele uitlaat als optie die 5 pk extra leverde. De Cougar werd weer standaard uitgevoerd met een analoog dashboard. Het digitale dashboard bleef als optie leverbaar op de LS en XR-7.

### Productieaantallen
- 1983 - 75.743 stuks
- 1984 - 131.190 stuks
- 1985 - 117.274 stuks
- 1986 - 135.900 stuks
- 1987 - 105.847 stuks
- 1988 - 113.801 stuks

### Film- en televisie-industrie
Een 1983'er Cougar was onder meer te zien in de film Wise Guys.

## De zevende generatie (1989-1997)

### 1989-91
De zevende generatie Cougar was voorzien van een volledig nieuw chassis en carrosserie. Er werd niet veel meer dan een motor en emblemen overgenomen van de vorige generatie. In totaal werden er slechts zes onderdelen van het model uit 1988 "meegenomen". De grootste verandering was de overstap naar het grotere MN12 chassis dat gedeeld werd met de Ford Thunderbird. Het chassis was voor het eerst uitgerust met een volledig onafhankelijk wielophanging op de achteras. De lengte van het chassis was gegroeid tot 113 inches, 9 inches langer dan het vorige, wat voornamelijk ten gunste kwam aan de beenruimte achterin.
De vloeiende lijnen en afgekapte daklijn waren nog steeds aanwezig, echter bij deze generatie waren deze veel beter op elkaar afgestemd.
Tot verrassing van de liefhebbers was dit model niet leverbaar met een V8-motor. Integendeel, de basis LS uitvoering had een 140 pk (104 kW) 3.8L V6 zonder turbo in combinatie met een 4-traps automatische versnellingsbak met overdrive. Deze had moeite om de 1.700 kg zware Cougar op gang te brengen. De XR-7 versie was uitgerust met een 210 pk (157 kW) supercharged (aanjager) versie van dezelfde motor, deze kon worden geleverd met een handbediende 5-versnellingsbak of de 4-traps automaat met overdrive.
Mercury deed er alles aan om de XR-7 een sportief imago te geven o.a. door het standaard toepassen van schijfremmen met ABS rondom, elektronisch instelbaar sportonderstel, enkele kleurstelling in rood, wit en zwart en ook 16 inch velgen. De meer luxe LS had een volledig digitaal dashboard en een chromen trimlijn op de buitenkant.
De motor met supercharger viel niet in de smaak bij de klant en werd in 1991 vervangen door het bekende 200 pk sterke (149 kW) 5.0L V8 blok.

### 1992-94
In 1992 werd een speciale uitvoering uitgebracht ter gelegenheid van de 25e verjaardag van de Cougar. In 1993 verdween de LS-uitvoering, de XR-7 was nu weer het enige model. In 1994 werd de Cougar voorzien van een geheel nieuw interieur, aangepaste achterlichten en grill. Tevens werd de vormgeving van de zijkant aangepast en werd de AOD aandrijving vervangen door de 4R70W in zowel de V6 als de V8 uitvoeringen. De nieuwe 205 pk (153 kW) 4.6L V8 Ford-motor met bovenliggende nokkenas was nu leverbaar als optie.

### 1996
Voor het modeljaar 1996 kreeg de buitenkant een grote facelift. De voor- en achterbumpers, koplampen, grill en vormgeving werden aangepast waarmee de auto een moderner uiterlijk kreeg. De 4.6L motor was nu voorzien van een aangepaste inlaatklep waardoor de auto een 20 Nm sterker koppel kreeg dan het 1995 model. Tevens werd de aandrijving aangepast om de betrouwbaarheid te verbeteren.

### 1997
In 1997 begon Ford te bezuinigen op luxe items. Zo verdween onder meer de verlichting onder de motorkap en in het handschoenenvakje. Het interieur werd ook aangepast waaronder een aangepast instrumentenpaneel dat veel weg had van de Ford Taurus/Mercury Sable. Voor het eerst werd een console met bekerhouders toegepast. De asbak en sigarettenaansteker werden verplaatst naar de positie waar voorheen de boordcomputer zat, onder de bediening van de airconditioning.
Een volgende jubileum editie werd uitgebracht ter gelegenheid van het 30-jarig bestaan. Dit was het laatste jaar op het MN12 chassis omdat Ford stopte met de productie van het drietal Personal luxury cars; de Lincoln Mark VIII, de Mercury Cougar en de Ford Thunderbird. Reden hiervoor was de groeiende populariteit (en daarmee groeiende omzet) van de Sports Utility Vehicles (SUV) op de Amerikaanse markt. Men beschouwt deze modellen als de laatste echte Amerikaanse muscle cars.

### Productieaantallen
In totaal zijn van de zevende generatie 566.382 exemplaren geproduceerd:
- 1989 - 97.246 stuks
- 1990 - 76.467 stuks
- 1991 - 60.564 stuks
- 1992 - 46.982 stuks
- 1993 - 79.700 stuks
- 1994 - 71.026 stuks
- 1995 - 60.201 stuks
- 1996 - 38.929 stuks
- 1997 - 35.267 stuks

## De achtste generatie (1998-2002)
In het begin van de jaren 90 daalde de verkoopcijfers van de grote luxe coupé-modellen. Tegelijkertijd werden de voornamelijk Japanse middenklasse coupé-modellen steeds populairder bij het jongere publiek. Dit deed Ford ertoe besluiten de Cougar aan te passen aan deze vraag. Van de drie Ford coupémodellen, Lincoln Mark VII, Mercury Cougar en Ford Thunderbird, was de Cougar de eerste die als kleinere uitvoering terugkwam, nu gebaseerd op de Ford Mondeo.
De nieuwe Cougar werd geïntroduceerd in het Verenigd Koninkrijk tijdens de Grote Prijs van Silverstone in 1998 en was de eerste compacte sportauto van Mercury sinds de Mercury LN7 in 1983. Deze generatie Cougar had een veel meer eigentijdse uitrusting, met moderne vierkleppentechniek, dubbele bovenliggende nokkenassen, een volledig onafhankelijke multilink wielophanging en voorwielaandrijving.
Dit was de eerste Cougar in hatchback uitvoering en tevens de eerste met een eigen carrosserie, niet gedeeld met enig ander model van Ford. Het carrosserieontwerp gebruikte een denkwijze die door Ford aangeduid werd als "New Edge" ontwerp, een combinatie van natuurlijke lijnen boven, met scherpe holle vouwen onder. Het Cougar model en het "New Edge" idee werden in 1997 geïntroduceerd als het Mercury MC2 concept.
Van 1999 tot en met 2002 was de Cougar beschikbaar met twee motoropties: de 2.0L Zetec viercilindermotor met 130 pk en de 2.5L Duratec V6 met 170 pk (127 kW). Verder waren er twee opties beschikbaar voor de aandrijving: de handgeschakelde Ford MTX-75 versnellingsbak, of de Ford CD4E automaat. De automatische transmissie was in de U.S. met beide motoren leverbaar, hoewel de combinatie van viercilindermotor met automatische transmissie slechts zeer zelden voorkwam. Waarschijnlijk zijn er slechts 500 Cougars verkocht in deze uitvoering.
De V6-modellen met een sportpakket hadden geventileerde schijfremmen voor en achter, en 16 inch lichtmetalen velgen. In tegenstelling tot het algemene vermoeden werd de snelheidsbegrenzer niet verwijderd, maar op een hogere snelheid afgeregeld; wegens de hoge snelheidsbanden met de 16 inch velgen. De topsnelheid van de handgeschakelde versie in de hoogste versnelling en met maximaal aantal toeren was 217 km/u (135 mph). De versie met automatische transmissie kon deze snelheid niet halen zonder ingrijpende wijzigingen in de motor. Bij de standaard versie was de snelheids begrenzer ingesteld op 185 km/h (115 mph). Bij de versie met sportpakket werd de snelheids begrenzer net boven de 217 km/h ingesteld.
Ford ontwikkelde tevens twee high performance conceptversies. De Eliminator had een supercharger, samengesteld met beschikbare onderdelen van vorige modellen. De Cougar-S had een nieuwe carrosserie, vierwielaandrijving en een 3-liter Duratec-motor.
Ford bracht deze zevende generatie Mercury Cougar ook op de markt in Europa en Australië, maar dan onder de merknaam Ford.
In het algemeen bleef de vraag naar coupés afnemen, maar ook de positie van de sedan versies werd in Noord-Amerika langzaam zwakker. Dit deed vermoeden dat het platform van de Ford Mondeo eenvoudig weg niet beviel. Echter er is ook een theorie dat Ford geen goede marketing strategie had voor de Ford Contour en de Mercury Mystique terwijl in dezelfde klasse de markt voor de BMW 3-serie sterk groeiende was.
Een high performance Cougar-S, niet te verwarren met de eergenoemde concept versie, haalde de kranten. Dit was eigenlijk een Cougar met een Ford Contour SVT motor. Dit model werd uiteindelijk op het allerlaatste moment niet in productie genomen. De ontwikkeling was echter reeds zo ver gevorderd dat veel onderdelen nog steeds te koop zijn bij de dealer, en in de databases van verzekeringsmaatschappijen staan. Dit model had ook in Europa op de markt moeten komen als Ford Cougar ST200.
In een poging om de klant te winnen voor de Cougar kwam Mercury met een aantal speciale uitrustingspakketten:
- Special Edition (modeljaar 2000), in de kleur Zink Geel met leder interieur en gele stiksel op de bekleding.
- C2 (modeljaren 2001-2002), leverbaar in de kleuren "Frans Blauw", "Bevroren Zilver" of "Vibrerend Wit", tevens met speciale blauwe accenten in het interieur.
- Zn (modeljaar 2001), leverbaar in speciaal Zink Geel, speciale motorkap en spoiler.
- XR (modeljaar 2002), leverbaar in Zwart of XR Racing Rood met speciale zwart/rode stoelen en interieur. Tevens had dit model zilverkleurige 17 inch velgen met zwarte accenten in de velgen.
- 35th Anniversary (modeljaar 2002), leverbaar in de kleuren Laser Rood, Satijn Zilver en Zwart. De meeste hadden een zilverkleurig middendeel van de stoelen.Dit model had ook 17 inch wielen, maar zonder zwarte accenten op de velgen.
- Roush Edition (modeljaar 1999-2000), leverbaar in wit en zilver. Dit model werd verkocht onder de naam Roush. Het had aangepaste bumpers en was voorzien van side skirts en nog veel meer. Dit is de meest zeldzame Cougar; er werden in een periode van twee jaar slechts 112 exemplaren geproduceerd.

Vanaf het modeljaar 2001 werd de Cougar omgedoopt tot Cougar 2, met nieuwe koplampen, een nieuwe voor- en achter aanblik en een vernieuwd interieur.
Een herstructureringsplan van Ford uit 2002, waarbij het bedrijf zich meer zich op de familiemarkt concentreerde, leidde ertoe dat de Cougar langzaam werd uitgefaseerd, samen met de Ford Escort, Lincoln Continental en Mercury Villager.

### Productieaantallen
- 1999 - 88.288 stuks
- 2000 - 44.935 stuks
- 2001 - 25.044 stuks
- 2002 - 18.321 stuks